# Brandin Podziemski
Brandin Podziemski (Greenfield, 25 de fevereiro de 2003) é um jogador norte-americano de basquete que atualmente joga no Golden State Warriors da National Basketball Association (NBA).
Ele jogou basquete universitário pela Universidade de Illinois e pela Universidade de Santa Clara e foi selecionado pelos Warriors como a 19ª escolha geral no draft da NBA de 2023.
Podziemski é descendente de poloneses e manifestou interesse em obter a cidadania polonesa para jogar pela Seleção Polonesa.

## Carreira no ensino médio
Podziemski cresceu em Greenfield, Wisconsin, e frequentou a St. John's Northwestern Military Academy. Ele foi nomeado para a Primeira Equipe do Estado após ter médias de 22,5 pontos e 9,3 rebotes em seu segundo ano. Podziemski teve médias de 27,6 pontos e 9,2 rebotes e foi novamente selecionado para a Primeira Equipe do Estado durante sua terceira temporada. Ele foi nomeado Mr. Basketball de Wisconsin em seu último ano, após ter médias de 35,1 pontos, 10,0 rebotes, 5,6 assistências e 4,0 roubos de bola. Podziemski também foi o Jogador do Ano do Wisconsin em 2021.
Ele foi classificado como um recruta de quatro estrelas e se comprometeu a jogar basquete universitário na Universidade de Illinois, recusando ofertas de Kentucky, Miami, Vanderbilt e Wake Forest.
Podziemski foi um arremessador canhoto enquanto crescia, com oportunidades de seguir carreira no beisebol após o ensino médio. Ele jogou futebol americano em seu terceira ano na St. John's Northwestern Academies como wide receiver e safety.

## Carreira universitária
Podziemski começou sua carreira no basquete universitário com a Universidade de Illinois. Ele jogou em 16 jogos como calouro, todos saindo do banco, e teve média de 1,4 pontos. Após o final da temporada, Podziemski entrou no portal de transferências da NCAA.
Podziemski transferiu-se para Universidade de Santa Clara. Ele começou sua primeira temporada como ala-armador titular da equipe. Podziemski marcou 30 pontos, junto com 9 rebotes e 5 roubos de bola, na estreia da temporada contra Eastern Washington. Ele marcou 34 pontos e pegou 11 rebotes no jogo seguinte contra Georgia Southern. Ao final da temporada regular de 2022-23, ele foi nomeado Co-Jogador do Ano da WCC, dividindo o prêmio com Drew Timme de Gonzaga, além de ser nomeado Novato do Ano da WCC.
Podziemski foi um dos apenas três jogadores de basquete masculino da Divisão I da NCAA a ter médias de 19 pontos, 8 rebotes e 3 assistências na temporada de 2022-23 e terminou em quinto lugar no país em porcentagem de arremessos de três pontos (43,8%).
Podziemski declarou para o draft da NBA de 2023 enquanto mantinha sua elegibilidade. Após participar do Draft Combine e receber feedback positivo, ele decidiu permanecer no draft.

## Carreira profissional

### Golden State Warriors (2023-Presente)
O Golden State Warriors selecionou Podziemski como a 19ª escolha geral no draft da NBA de 2023 e, em 3 de julho de 2023, ele assinou um contrato de 4 anos e US$16.2 milhões.
Em 12 de dezembro de 2023, contra o Phoenix Suns, Podziemski se tornou o primeiro novato dos Warriors a ter mais de 20 pontos, mais de 10 rebotes (11) e 5 ou mais assistências em um único jogo desde que Stephen Curry fez isso na temporada de 2009-10. Em 16 de dezembro de 2023, Podziemski marcou 19 pontos, cinco rebotes, cinco assistências, três roubos de bola e um recorde de carreira de quatro arremessos de três pontos convertidos em uma vitória por 124-120 sobre o Brooklyn Nets. Em 25 de dezembro de 2023, contra o Denver Nuggets, Podziemski se tornou o primeiro novato na história da NBA a ter mais de 9 rebotes, mais de 6 assistências, mais de 5 roubos de bola e mais de 3 arremessos de três pontos em um único jogo. Naquela noite, ele marcou 13 pontos, pegou 9 rebotes, deu 6 assistências e conseguiu 5 roubos de bola. Em 14 de janeiro de 2024, em um jogo contra o Milwaukee Bucks, ele marcou 23 pontos e registrou 10 rebotes, três assistências e dois roubos de bola. Em 21 de maio de 2024, Podziemski foi anunciado como parte da Primeira-Equipe de Novato da NBA.

## Estatísticas da carreira

### NBA
Temporada regular
| Ano      | Equipe   | PJ  | PT | MPJ  | AP   | 3P   | LL   | RT  | AS  | BR  | TO  | PPJ  |
| -------- | -------- | --- | -- | ---- | ---- | ---- | ---- | --- | --- | --- | --- | ---- |
| 2023-24  | Warriors | 74  | 28 | 26.6 | .454 | .385 | .633 | 5.8 | 3.7 | 0.8 | 0.2 | 9.2  |
| 2024-25  | Warriors | 64  | 33 | 26.8 | .445 | .372 | .758 | 5.1 | 3.4 | 1.1 | 0.2 | 11.7 |
| Carreira | Carreira | 138 | 61 | 26.7 | .449 | .378 | .701 | 5.4 | 3.6 | 0.9 | 0.2 | 10.4 |

Play-in
| Ano      | Equipe   | PJ | PT | MPJ  | AP   | 3P   | LL | RT  | AS  | BR  | TO  | PPJ |
| -------- | -------- | -- | -- | ---- | ---- | ---- | -- | --- | --- | --- | --- | --- |
| 2024     | Warriors | 1  | 0  | 24.1 | .667 | .500 | ―  | 8.0 | 1.0 | 1.0 | 0.0 | 5.0 |
| 2025     | Warriors | 1  | 1  | 28.5 | .143 | .200 | ―  | 4.0 | 3.0 | 2.0 | 0.0 | 3.0 |
| Carreira | Carreira | 2  | 1  | 26.3 | .300 | .285 | ―  | 6.0 | 2.0 | 1.5 | 0.0 | 4.0 |

Playoffs
| Ano  | Equipe   | PJ | PT | MPJ  | AP   | 3P   | LL   | RT  | AS  | BR  | TO  | PPJ  |
| ---- | -------- | -- | -- | ---- | ---- | ---- | ---- | --- | --- | --- | --- | ---- |
| 2025 | Warriors | 12 | 11 | 32.1 | .364 | .328 | .708 | 5.0 | 3.1 | 1.3 | 0.2 | 11.3 |

### Universitário
| Ano      | Equipe      | PJ | PT | MPJ  | AP   | 3P   | LL   | RT  | AS  | BR  | TO  | PPJ  |
| -------- | ----------- | -- | -- | ---- | ---- | ---- | ---- | --- | --- | --- | --- | ---- |
| 2021–22  | Illinois    | 16 | 0  | 4.3  | .421 | .231 | .750 | 0.9 | 0.3 | 0.1 | 0.0 | 1.4  |
| 2022–23  | Santa Clara | 32 | 32 | 36.0 | .483 | .438 | .771 | 8.8 | 3.7 | 1.8 | 0.5 | 19.9 |
| Carreira | Carreira    | 48 | 32 | 25.4 | .480 | .424 | .770 | 6.1 | 2.5 | 1.2 | 0.3 | 13.7 |

## Prêmios e Homenagens
NBA
- NBA All-Rookie Team:
  - Primeiro Time: 2024